# Insenatura di Shackleton
L'insenatura di Shackleton è un'insenatura ricoperta di ghiaccio e larga circa 20 km, situata sulla costa di Shackleton, nella quale si insinua in direzione ovest-sud-ovest per circa 45 km, nella parte sud-occidentale della Dipendenza di Ross, in Antartide. L'insenatura, la cui bocca si estende da capo Wilson, a nord, a capo Lyttelton, a sud, è completamente ricoperta dalla parte terminale del flusso del ghiacciaio Nimrod, il quale la percorre per poi unirsi alla barriera di Ross.

## Storia
L'insenatura di Shackleton fu scoperta nel dicembre 1902, durante la spedizione Discovery, condotta negli anni 1901-04, dal capitano Robert Falcon Scott, durante il suo tentativo di raggiungere il Polo Sud. Nel suo viaggio Scott fu accompagnato dal dottor Edward Adrian Wilson e dall'esploratore britannico Ernest Shackleton, e proprio in onore di quest'ultimo fu battezzata l'insenatura.